# ジェレミー・クライナー
ジェレミー・クライナー（Jeremy Kleiner, 1976年 - ）は、映画プロデューサーである。2013年の『それでも夜は明ける』と2016年の『ムーンライト』でアカデミー作品賞を2度受賞している。

## 生い立ちとキャリア
ユダヤ系の家庭に生まれ、1998年にハーバード大学を卒業する。2003年にプランBエンターテインメントに入社し、2013年には共同社長に就任する。

## フィルモグラフィ

### 映画
- 50歳の恋愛白書 The Private Lives of Pippa Lee (2009) 製作総指揮
- キック・アス Kick-Ass (2010) 製作総指揮
- 食べて、祈って、恋をして Eat Pray Love (2010) 製作総指揮
- ワールド・ウォーZ World War Z (2013) 製作
- それでも夜は明ける 12 Years a Slave (2013) 製作
- トゥルー・ストーリー True Story (2014) 製作
- グローリー/明日への行進 Selma (2014) 製作
- マネー・ショート 華麗なる大逆転 The Big Short (2015) 製作
- ロスト・シティZ 失われた黄金都市 The Lost City of Z (2016) 製作
- ムーンライト Moonlight (2016) 製作
- ウォー・マシーン: 戦争は話術だ! War Machine (2017) 製作
- 47歳 人生のステータス Brad's Status (2017) 製作
- ミナリ Minari (2020) 製作
- スイング・ステート Irresistible (2020) 製作
- SHE SAID/シー・セッド その名を暴け She Said (2022) 製作
- 花嫁のパパ Father of the Bride (2022) 製作
- ボブ・マーリー:ONE LOVE Bob Marley: One Love (2024) 製作
- Beetlejuice Beetlejuice (2024) 製作
- ミッキー17 Mickey 17 (2025) 製作
- F1/エフワン F1 (2025予定) 製作

### テレビシリーズ
- The OA The OA (2016)[4] 製作総指揮
- アウターレンジ ～領域外～ (2022) 製作総指揮

## 受賞とノミネート
| 賞                               | 年   | 部門         | 作品                            | 結果       |
| -------------------------------- | ---- | ------------ | ------------------------------- | ---------- |
| アカデミー賞                     | 2013 | 作品賞       | それでも夜は明ける              | 受賞       |
| アカデミー賞                     | 2014 | 作品賞       | グローリー/明日への行進         | ノミネート |
| アカデミー賞                     | 2015 | 作品賞       | マネー・ショート 華麗なる大逆転 | ノミネート |
| アカデミー賞                     | 2016 | 作品賞       | ムーンライト                    | 受賞       |
| AACTAインターナショナル賞        | 2013 | 作品賞       | それでも夜は明ける              | ノミネート |
| AACTAインターナショナル賞        | 2015 | 作品賞       | マネー・ショート 華麗なる大逆転 | ノミネート |
| AFI賞                            | 2013 | トップ10作品 | それでも夜は明ける              | 受賞       |
| AFI賞                            | 2014 | トップ10作品 | グローリー/明日への行進         | 受賞       |
| AFI賞                            | 2015 | トップ10作品 | マネー・ショート 華麗なる大逆転 | 受賞       |
| AFI賞                            | 2016 | トップ10作品 | ムーンライト                    | 受賞       |
| EDA賞                            | 2013 | 作品賞       | それでも夜は明ける              | 受賞       |
| EDA賞                            | 2014 | 作品賞       | グローリー/明日への行進         | ノミネート |
| 英国アカデミー賞                 | 2013 | 作品賞       | それでも夜は明ける              | 受賞       |
| 英国アカデミー賞                 | 2015 | 作品賞       | マネー・ショート 華麗なる大逆転 | ノミネート |
| 英国アカデミー賞                 | 2016 | 作品賞       | ムーンライト                    | ノミネート |
| ゴッサム賞                       | 2013 | 作品賞       | それでも夜は明ける              | ノミネート |
| ゴッサム賞                       | 2013 | 観客賞       | それでも夜は明ける              | ノミネート |
| インディペンデント・スピリット賞 | 2013 | 作品賞       | それでも夜は明ける              | 受賞       |
| インディペンデント・スピリット賞 | 2014 | 作品賞       | グローリー/明日への行進         | ノミネート |